# Ivo Pukanić
Ivo Pukanić (Zagabria, 21 gennaio 1961 – Zagabria, 23 ottobre 2008) è stato un giornalista e editore croato, noto come redattore capo dell'influente settimanale politico croato Nacional. Nel 2008, Pukanić fu assassinato da membri della criminalità organizzata croata e serba.

## Biografia
Pukanić nasce a Zagabria. Si laurea presso la Facoltà di Scienze Politiche presso l'Università di Zagabria nel 1983, dopo di che inizia a lavorare come fotografo per due riviste settimanali della casa editrice Vjesnik, Start e Studio. Nel 1992 inizia la sua carriera come giornalista e redattore del popolare settimanale Globus pubblicato da Europapress holding. Lascia Globus solo tre anni più tardi, nel 1995 per iniziare la sua pubblicazione settimanale, Nacional, di cui ricopre la carica di redattore capo fino al 2000. Nello stesso anno Pukanić ricevuto il premio dell'Associazione croata dei giornalisti. Viene in seguito premiato anche per un'intervista del 2003 con il generale dell'esercito Ante Gotovina, che era in quel momento in fuga a causa delle accuse di crimini di guerra da parte del Tribunale dell'Aja.

### Assassinio
Pukanić viene assassinato il 23 ottobre 2008, alle 06:10 ora locale, da una bomba piazzata su una moto parcheggiata accanto alla sua Lexus LS600hL nel centro di Zagabria. Assieme a lui muore a Niko Franjić, marketing manager di Nacional. L'attentato avviene in via Stara Vlaška Street, a soli due isolati a est di piazza Ban Jelačić, la piazza centrale di Zagabria. L'evento viene registrato dalle telecamere a circuito chiuso, con un filmato che mostra l'esplosione nel momento in cui Pukanić e Franjić stanno per entrare nel veicolo.
Il giornalista di Nacional Plamenko Cvitić è il primo a recarsi sulla scena. La polizia blocca immediatamente il traffico intorno al luogo dell'assassinio, causando immensi ingorghi in tutto il centro della città.  Il primo ministro croato Ivo Sanader rifiuta la proposta di indire uno stato di emergenza.
Otto persone, sospettate di avere collegamenti con gruppi della criminalità organizzata, vengono incriminate per l'assassinio. Sei di esse sono state poi condannate per l'omicidio di Pukanić a pene detentive che vanno da 15 a 40 anni
Ivo Pukanić lascia la moglie Mirjana e la figlia Sara, nata nel 1991.